# شهرستان آق‌جاییق
شهرستان آق‌جاییق (به قزاقی: Ақжайық ауданы، اقجايىق اۋدانى) یک شهرستان در قزاقستان است که در استان قزاقستان غربی واقع شده‌است.
این شهرستان در مرکز استان قزاقستان غربی قرار گرفته است.

## خصوصیات
شهرستان آق‌جاییق ۴۵٬۵۰۰ کیلومترمربع مساحت و ۴۱٬۰۶۷ نفر جمعیت دارد.